# Гальярдо, Хесус
Хесус Даниэль Гальярдо Васконселос (исп. Jesús Daniel Gallardo Vasconcelos; род. 15 августа 1994, Эройка-Карденас, Табаско) — мексиканский футболист, полузащитник клуба «Монтеррей» и сборной Мексики. Участник чемпионата мира 2018 года.

## Клубная карьера
Гальярдо — воспитанник клуба УНАМ Пумас. 17 сентября 2014 года в поединке Кубка Мексики против «Толуки» Хесус дебютировал за основной составе «пум». В этом же поединке Гальярдо забил свой первый гол за клуб. 23 ноября года в матче против «Монтеррея» он дебютировал в мексиканской Примере. 21 августа 2016 года в поединке против «Монтеррея» Хесус забил свой первый гол за УНАМ Пумас в чемпионате. 21 октября года в матче Лиги чемпионов КОНКАКАФ против тринидадского «Ви Коннекшон» он сделал «дубль».
Летом 2018 года Гальярдо перешёл в «Монтеррей». 22 июля в матче против «Пачуки» он дебютировал за новый клуб.

## Международная карьера
9 октября 2016 года в товарищеском матче против сборной Новой Зеландии Гальярдо дебютировал за сборную Мексики.
В 2017 году Гальярдо стал бронзовым призёром Золотого кубка КОНКАКАФ. На турнире он сыграл в матчах против Сальвадора, Кюрасао, Гондураса и дважды Ямайки.
В 2018 году Гальярдо принял участие в чемпионате мира, проходившем в России. На турнире он сыграл в матчах против команд Германии, Южной Кореи, Швеции и Бразилии. В поединке против шведов Хесус получил самую быструю жёлтую карточку в истории чемпионатов мира.

## Достижения
Мексика
- Золотой кубок КОНКАКАФ — 2017